# 헤수스 앙헬 가르시아
헤수스 앙헬 가르시아 브라가도(스페인어: Jesús Ángel García Bragado, 1969년 10월 17일~)는 스페인의 전직 육상 선수로 주 종목은 경보이다. 1993년 세계 선수권 대회에서 50km 경보 세계 챔피언에 올랐고 1997년, 2001년, 2009년에는 세 차례 준우승을 차지했다. 엘리트 선수로서 오랜 경력을 쌓는 동안 8번의 올림픽과 13번의 세계 선수권 대회에 참가해 두 대회에 가장 많이 출전한 선수로 기록되었다. 2021년 도쿄에서 열린 2020년 하계 올림픽 이후 51세의 나이로 은퇴를 선언했다.

## 개인사
1997년 9월 리듬체조 선수인 카르멘 아세도와 결혼했다. 두 사람 사이에 두 딸을 두고 있지만 2008년 이후 이혼했다.